# Come Back Darling
 (septembre 2017).
Si vous disposez d'ouvrages ou d'articles de référence ou si vous connaissez des sites web de qualité traitant du thème abordé ici, merci de compléter l'article en donnant les références utiles à sa vérifiabilité et en les liant à la section « Notes et références ».
Albums de Johnny Osbourne
Truths and Rights
(1979)
Singles
1. Come Back Darling
Sortie : 1969
2. Warrior
Sortie : 1969

Come Back Darling est le premier album du chanteur de reggae jamaïcain Johnny Osbourne, accompagné du groupe The Sensations (en), paru en 1970 et réédité en 2007 dans une compilation 2 × CD du même nom.
L'album est arrangé par Boris Gardiner (en) et produit par Sherman et Winston Riley.

## Liste des titres
| No  | Titre                                | Durée |
| --- | ------------------------------------ | ----- |
|     | 'Face A'                             |       |
| A1. | Come Back Darling                    |       |
| A2. | Fish Mouth (He Who Keepth His Mouth) |       |
| A3. | Scarface                             |       |
| A4. | Power and the Glory                  |       |
| A5. | One Day (You'll Need My Kiss)        |       |
| A6. | Red Sunset                           |       |
|     | 'Face B'                             |       |
| B1. | Warrior                              |       |
| B2. | If It's Not Love                     |       |
| B3. | Don Juan                             |       |
| B4. | Foolish Plan                         |       |
| B5. | See and Blind                        |       |
| B6. | Bewitched                            |       |

### Réédition 2007
| 1.  | Come Back Darling (Johnny and The Sensations)                    | 2:49 |
| 2.  | Fish Mouth (He Who Keepth His Mouth) (Johnny and The Sensations) | 2:04 |
| 3.  | Scarface (Johnny Organ)                                          | 3:11 |
| 4.  | Power and the Glory (Johnny and The Sensations)                  | 3:15 |
| 5.  | One Day (You'll Need My Kiss) (Johnny and The Sensations)        | 2:09 |
| 6.  | Red Sunset (Johnny Organ)                                        | 2:21 |
| 7.  | Warrior (Johnny and The Sensations)                              | 2:27 |
| 8.  | If It's Not Love (Johnny and The Sensations)                     | 2:55 |
| 9.  | Don Juan (Johnny Organ)                                          | 2:24 |
| 10. | Foolish Plan (Johnny and The Sensations)                         | 2:02 |
| 11. | See and Blind (Johnny and The Sensations)                        | 2:41 |
| 12. | Bewitched (Johnny Organ)                                         | 1:56 |
| 13. | Pork Chops (Johnny Organ and Boris Gardiner)                     | 3:01 |
| 14. | You're my Everything (Pat Kelly and The Techniques)              | 3:09 |
| 15. | (Go) Find Yourself a Fool (Winston Francis and The Shades)       | 2:31 |
| 16. | El Dora (Boris Gardiner and The Love People)                     | 2:30 |
| 17. | If It's Not True (Boris Gardiner and The Love People)            | 3:09 |
| 18. | Man of my Word (Pat Kelly and The Techniques)                    | 2:12 |
| 19. | Something Tender (Johnny Organ and Boris Gardiner)               | 2:44 |
| 20. | What Am I To Do (Pat Kelly and The Techniques)                   | 2:25 |
| 21. | Time Has Come (Pat Kelly and The Techniques)                     | 1:58 |
| 22. | Reason Why (The Techniques)                                      | 2:38 |
| 23. | Hi There (Boris Gardiner)                                        | 2:34 |
| 24. | Baby Don't Say Goodbye (The Techniques)                          | 1:56 |
| 25. | Just One Smile (The Techniques)                                  | 2:37 |
| 26. | Work Song (The Techniques)                                       | 2:29 |
| 27. | Everywhere Everyone (The Shades)                                 | 1:47 |
| 28. | Let Me Remind You (The Shades)                                   | 2:51 |
| 29. | Hot Shot (Karl Bryan and Tommy McCook)                           | 2:48 |
| 30. | Never Gonna Give You Up (The Shades)                             | 2:09 |
| 31. | I'll Always Love You (The Shades)                                | 2:03 |

| 1.  | Who You Gonna Run To (The Shades)                          | 2:39 |
| 2.  | Memories of Love (Johnny Organ and Boris Gardiner)         | 2:39 |
| 3.  | Wanted (Baba Dice)                                         | 2:41 |
| 4.  | I Know a Girl (The Shades)                                 | 2:13 |
| 5.  | Where Were You (When The Lights Went Out) (The Sensations) | 2:38 |
| 6.  | Sweet Soul Special (Karl Bryan and Tommy McCook)           | 2:36 |
| 7.  | Watch This Music (Karl Bryan and Tommy McCook)             | 2:46 |
| 8.  | Silhouettes (The Sensations)                               | 2:31 |
| 9.  | I Never Knew (The Mad Lads)                                | 2:22 |
| 10. | Mother Nature (The Mad Lads)                               | 2:16 |
| 11. | Crazy Rhythm (Winston Wright and Boris Gardiner)           | 2:27 |
| 12. | So Afraid (Of Love) (The Mad Lads)                         | 2:27 |
| 13. | Dyabilic (Karl Bryan and Boris Gardiner)                   | 2:18 |
| 14. | Instrumental (Karl Bryan and Boris Gardiner)               | 2:54 |
| 15. | War Boats (Are Sailing) (The Sensations)                   | 2:19 |
| 16. | Mr. Blue (The Sensations)                                  | 2:19 |
| 17. | Lonely Place (Johnny Organ and Boris Gardiner)             | 2:12 |
| 18. | Little Bit of Something (The Techniques)                   | 2:30 |
| 19. | I Specialise In Good Girls (The Techniques)                | 2:47 |
| 20. | I Don't Know Why I Love You (The Sensations)               | 2:54 |
| 21. | Peep In A Pot Fire (Coons)                                 | 2:17 |
| 22. | Think You're Smart (Coons)                                 | 2:02 |
| 23. | You'll Get Left (Coons)                                    | 2:38 |
| 24. | Soul Groover (Alton Ellis)                                 | 2:09 |
| 25. | Bad One (Ansel Collins)                                    | 3:00 |
| 26. | Point Blank (Ansel Collins)                                | 2:20 |
| 27. | I'll Be Waiting (Alton Ellis)                              | 3:17 |
| 28. | Top Secret (Winston Wright)                                | 2:55 |
| 29. | It's Your Thing (Alton Ellis)                              | 2:58 |
| 30. | Horns Of Paradise (Trommie)                                | 2:40 |